# Barbie och Pegasus förtrollning
Barbie och Pegasus förtrollning (engelska: Barbie and the Magic of Pegasus) är en kanadensisk-amerikansk datoranimerad film från 2005 i regi av Greg Richardson. Detta är den sjätte filmen i filmserien om Barbie. Denna gång får man följa Barbie i rollen som prinsessan Annika, som tillsammans med sin isbjörnsunge Shiver, systern Brietta och smedsonen Aidan, försöker få stopp på den elake trollkarlen Wenlock och hans svartkonster.